# Santa Elisabetta
Santa Elisabetta – miejscowość i gmina we Włoszech, w regionie Sycylia, w prowincji Agrigento.
Według danych na styczeń 2010 gminę zamieszkiwało 2770 osób przy gęstości zaludnienia 171,3 os./1 km².

## Współpraca
Miejscowość partnerska:
- Chapelle-lez-Herlaimont, Belgia

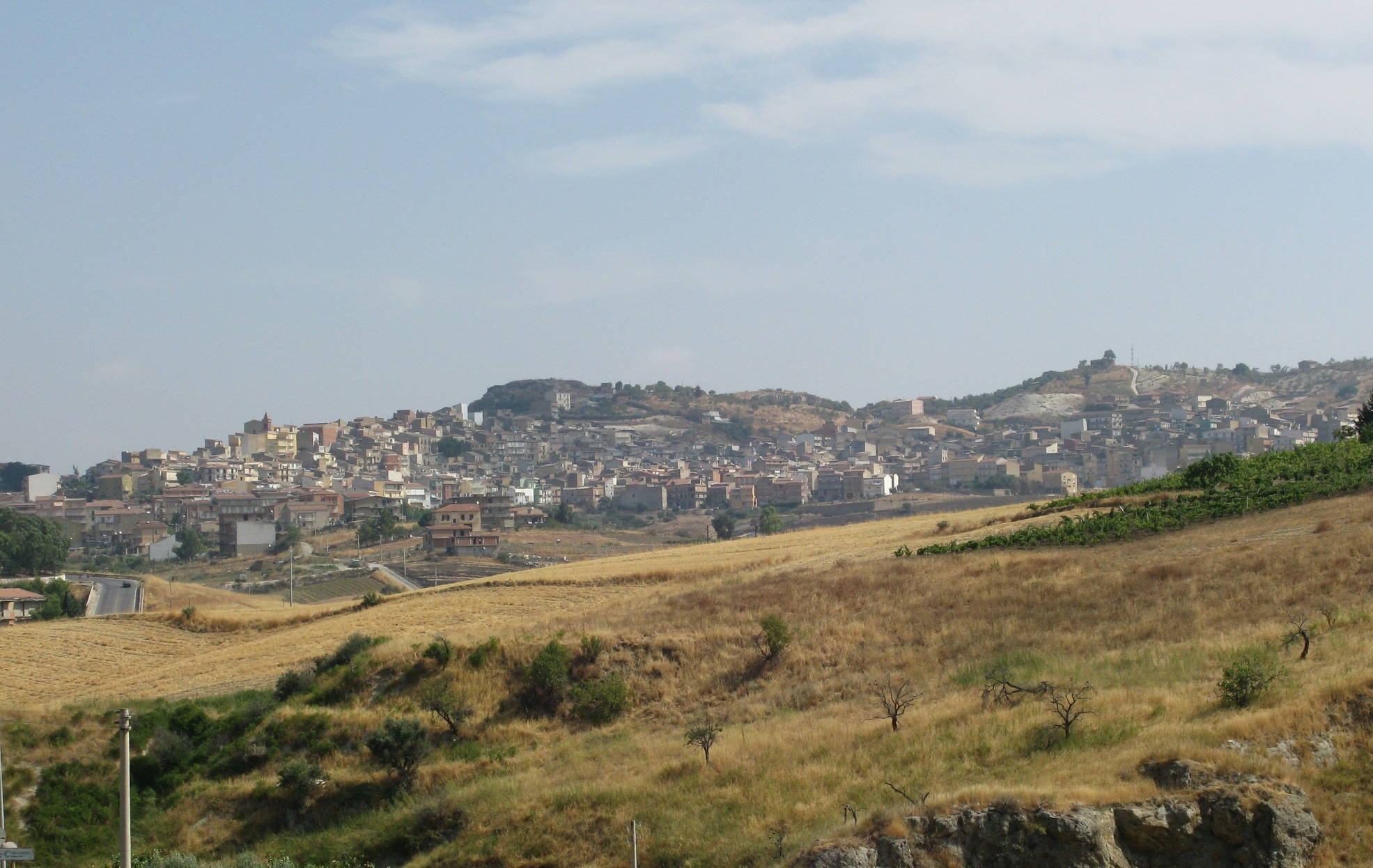
Santa Elisabetta